# Bisdom Aalborg

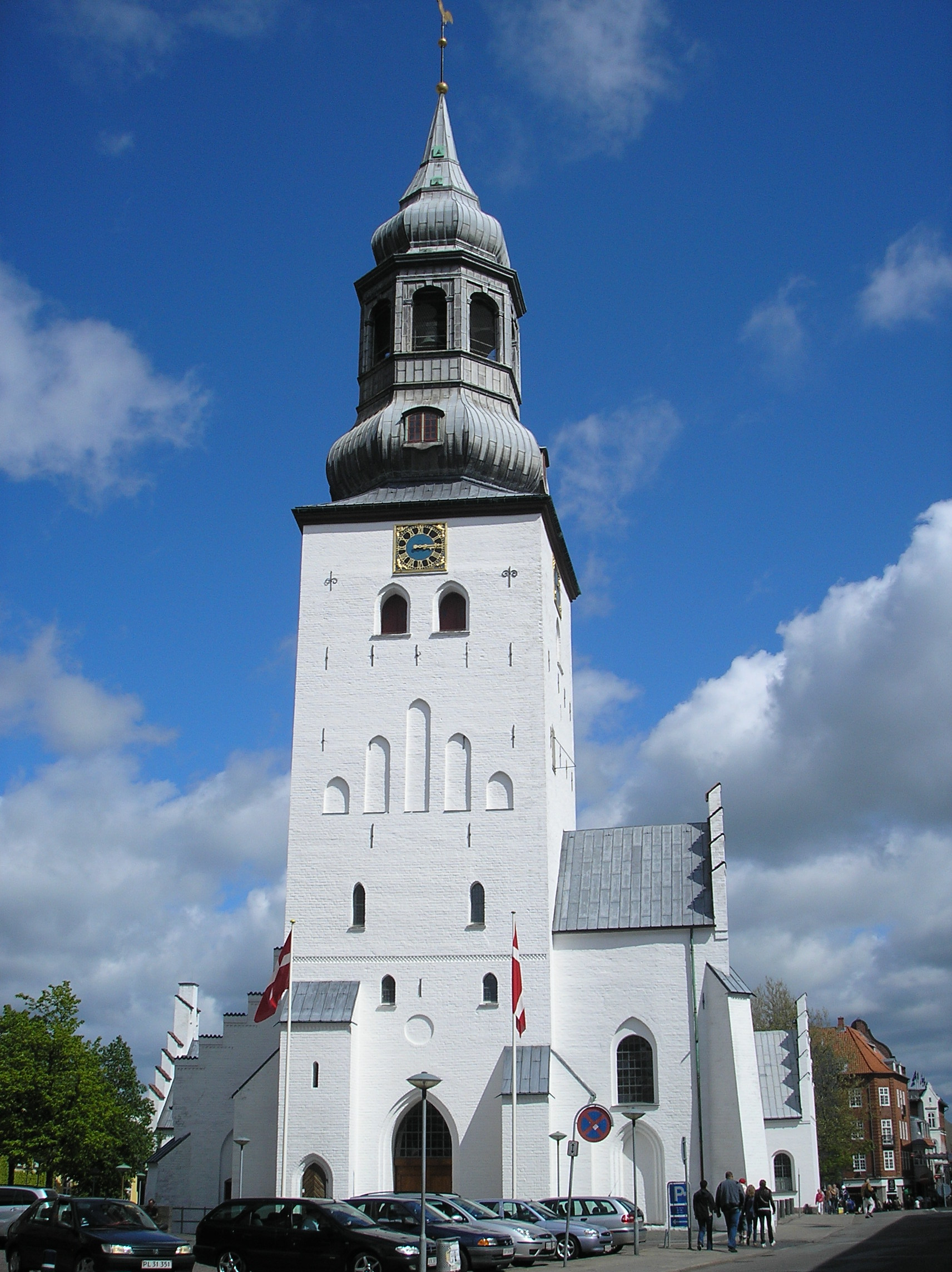
De Budolfikerk, domkerk van Aalborg

Het bisdom Aalborg (Deens: Aalborg Stift) is een bisdom van de Deense Volkskerk in Denemarken. Het bisdom omvat een groot gebied van Noord-Jutland. De huidige bisschop is Henning Toft Bro. Kathedraal van het bisdom is de Budolfikerk in Aalborg.

## Statistieken bisdom
- 300 parochies/kerkdistricten
- ca. 340 kerken
- 14 proosdijen

## Proosdijen
- Brønderslev-Dronninglund Provsti
- Frederikshavn Provsti
- Hadsund Provsti
- Hjørring Nordre Provsti
- Hjørring Søndre Provsti
- Jammerbugt Provsti
- Morsø Provsti
- Rebild Provsti
- Sydthy Provsti
- Thisted Provsti
- Aalborg Budolfi Provsti
- Aalborg Nordre Provsti
- Aalborg Vestre Provsti
- Aalborg Østre Provsti

De proosdijen zijn verder onderverdeeld in sogns (parochies), zie Lijst van parochies in het bisdom Aalborg.

## Bisschoppen
- 1554-1557: Laurids Nielsen

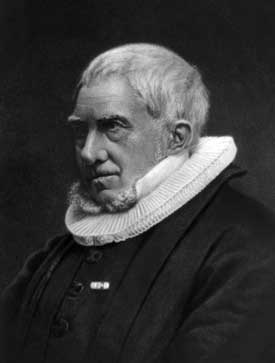
Peter Kierkegaard, Bisschop van Aalborg 1856-1875

- 1557-1587: Jørgen Mortensen Bornholm
- 1587-1609: Jacob Holm
- 1609-1642: Christen Hansen
- 1642-1668: Anders Andersen Ringkjøbing
- 1668-1672: Morits Kønning
- 1672-1683: Mathias Foss
- 1683-1693: Henrik Bornemann
- 1693-1708: Jens Bircherod
- 1708-1735: Frands Thestrup
- 1735-1737: Christoffer Mumme
- 1737-1778: Broder Brorson
- 1778-1806: Christian Beverlin Studsgaard
- 1806-1827: Rasmus Jensen
- 1833-1851: Nikolai Fogtmann
- 1851-1856: S.C.W. Bindesbøll
- 1856-1875: Peter Kierkegaard
- 1875-1888: P.E. Lind
- 1888-1900: V.C. Schousbue
- 1900-1905: Frederik Nielsen
- 1905-1915: Christen Møller
- 1915-1930: Christian Ludwigs
- 1930-1940: Paul Oldenbourg
- 1940-1950: D. von Huth Smith
- 1950-1975: Erik Jensen
- 1975-1991: Henrik Christiansen
- 1991-2010: Søren Lodberg Hvas
- sinds 2010: Henning Toft Bro